# Michael Joseph Ready
Michael Joseph Ready (* 9. April 1893 in New Haven, Connecticut; † 2. Mai 1957) war ein US-amerikanischer Geistlicher und römisch-katholischer Bischof von Columbus.

## Leben
Michael Joseph Ready empfing am 14. September 1918 das Sakrament der Priesterweihe.
Am 11. November 1944 ernannte ihn Papst Pius XII. zum Bischof von Columbus. Der Apostolische Delegat in den Vereinigten Staaten, Erzbischof Amleto Giovanni Cicognani, spendete ihm am 14. Dezember desselben Jahres die Bischofsweihe; Mitkonsekratoren waren der Erzbischof von Cincinnati, John Timothy McNicholas OP, und der Koadjutorbischof von Cleveland, Edward Francis Hoban. Die Amtseinführung erfolgte am 4. Januar 1945.